# Беркут (хоккейный клуб, Караганда)
Беркут (каз. Бүркіт) — хоккейный клуб из Караганды.

## История
Клуб был основан как аффилированный клуб карагандинской «Сарыарки», выступающего в ВХЛ (Высшей Хоккейной лиге), для участия в чемпионате Казахстана. Первоначально команда называлась «Сарыарка-2». Новое название клуб получил после сезона 2012/2013.
В 2015 году клубы «Беркут» и «Арыстан» были расформированы, объединившись в клуб «Темиртау», который и стал новым фарм-клубом «Сарыарки».

## Результаты выступления
| Сезон   | И  | В  | П | ПО | П  | О  | Г         | Место | Плей-офф            |
| 2012-13 | 54 | 5  | 2 | 3  | 44 | 22 | 77 : 212  | 10    | Не квалифицировался |
| 2013-14 | 54 | 20 | 4 | 5  | 25 | 73 | 153 : 152 | 6     | 1/4 Финала          |
| 2014-15 |    |    |   |    |    |    |           |       |                     |